# Inkhundla Madlangempisi
L'Inkhundla Madlangempisi è uno dei quattordici tinkhundla del distretto di Hhohho, nell'eSwatini.

## Geografia antropica

### Suddivisioni amministrative
L'Inkhundla è suddiviso nei 5 seguenti imiphakatsi: Ebulanzeni/Buhlebuyeza, Emzaceni, Kadvokolwako, Kaguquka, Kazandondo.